# Donji Petrovci
Donji Petrovci (cyr. Доњи Петровци) – wieś w Serbii, w Wojwodinie, w okręgu sremskim, w gminie Ruma. W 2011 roku liczyła 924 mieszkańców.